# ۱۴۵۷ (میلادی)
۱۴۵۷ (میلادی) هزار و چهارصد و پنجاه و هفتمین سال تقویم میلادی است.

## زادگان
- ۲۸ ژانویه - هنری هفتم، پادشاه انگلستان و فرمانروای ایرلند

## درگذشتگان
‎